# Chelsea (Massachusetts)
Pour les articles homonymes, voir Chelsea.
Chelsea est une ville du comté de Suffolk dans l'État du Massachusetts, dans le nord-est des États-Unis. Elle fut fondée en 1624 et se sépara de Boston en 1739. Son nom fait référence au quartier de Chelsea à Londres. En 1775, la bataille de Chelsea Creek opposa les forces britanniques aux insurgés américains, pendant la guerre d'indépendance des États-Unis. La ville fut frappée par deux incendies majeurs en 1908 et en 1973. En 2010, elle comptait 35 177 habitants.

## Démographie
| Groupe            | Chelsea | Massachusetts | États-Unis |
| ----------------- | ------- | ------------- | ---------- |
| Blancs            | 47,9    | 80,4          | 72,4       |
| Autres            | 33,6    | 4,7           | 6,4        |
| Afro-Américains   | 8,5     | 6,6           | 12,6       |
| Métis             | 5,9     | 2,6           | 2,9        |
| Asiatiques        | 3,1     | 5,3           | 4,8        |
| Amérindiens       | 1,1     | 0,3           | 0,9        |
| Total             | 100     | 100           | 100        |
|                   |         |               |            |
| Latino-Américains | 62,1    | 9,6           | 16,7       |

Selon l'American Community Survey, pour la période 2011-2015, 58,94 % de la population âgée de plus de 5 ans déclare parler espagnol à la maison, alors que 30,14 % déclare parler l'anglais, 2,80 % le portugais, 1,12 % une langue africaine, 0,93 % le vietnamien, 0,92 % l'arabe, 0,89 % une créole français, 0,60 % le serbo-croate et 3,67 % une autre langue.

## Personnalités nées à Chelsea

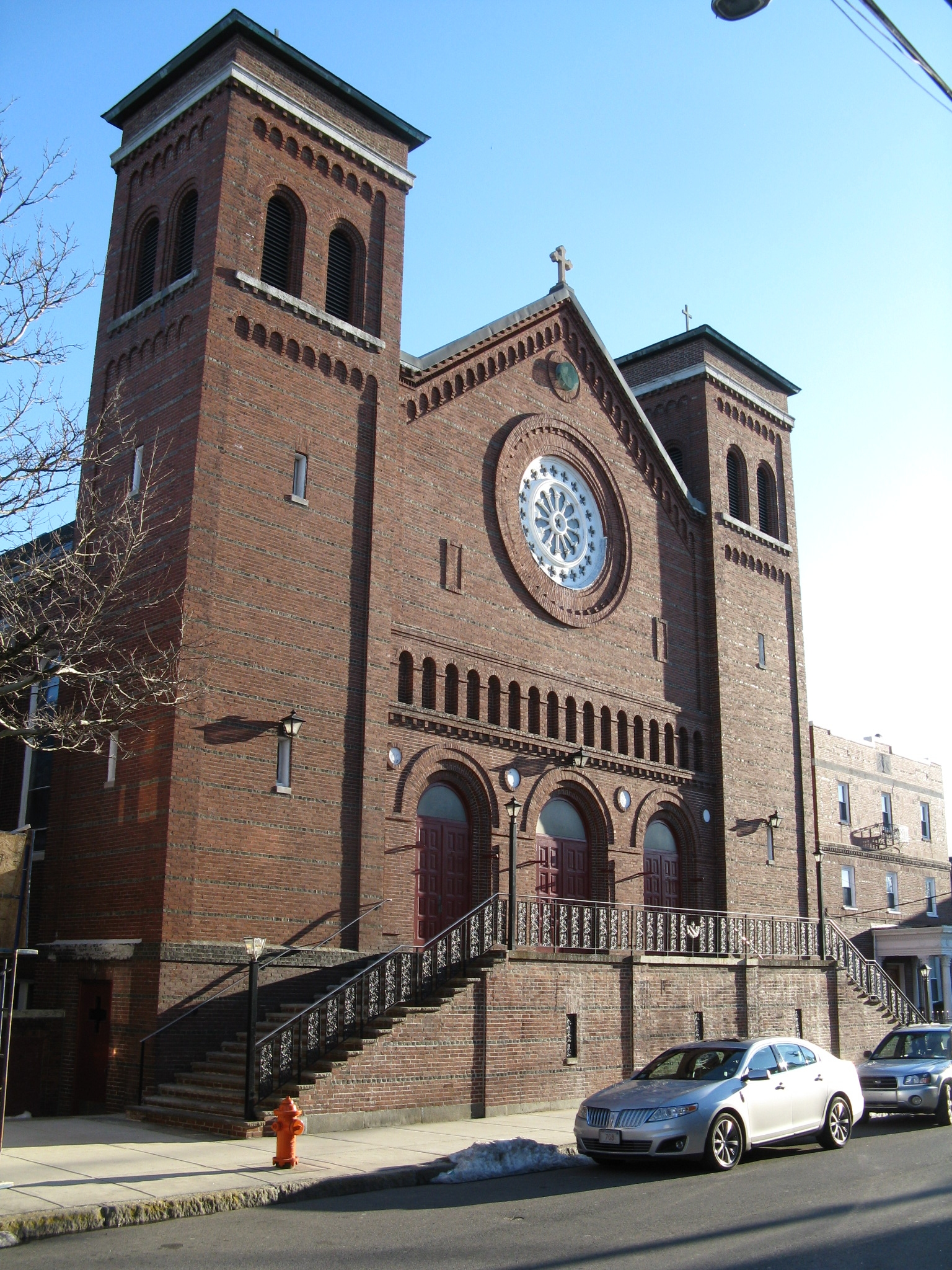
L'Église St Stanislaus Bishop and Martyrs Parish.

- Arnold Stang (1918-2009), acteur né en 1925 ou 1925
- Chick Corea (1941-2021), musicien
- Horatio Alger Jr (1832-1899), écrivain né le 13 janvier 1832
- Elizabeth M. Bright (1893-1975), physiologiste
- Irene Rice Pereira, (1902-1971), artiste et écrivaine